# Budino di riso
Il budino di riso, chiamato anche risottino, è un dolce di pasticceria nato a Pistoia e successivamente diffuso in tutta la Toscana. Rappresenta un raro esempio toscano di pasticceria minuta da colazione.
Si tratta di un dolce composto da un esterno di pasta frolla farcito con una crema di riso. La forma originale del risottino pistoiese è quella di un cilindro ellittico.
Si narra che le donne pistoiesi abbiano iniziato a preparare questo dolce utilizzando solo un po' di riso, farina, latte e scorza di agrumi. La denominazione di "budino" è comune nell'area fiorentina.